# Paul Williams
Paul Williams, född 7 augusti 1956, är en friidrottare från Kanada. Han deltog vid olympiska sommarspelen 1984, olympiska sommarspelen 1988 och olympiska sommarspelen 1992.